# Камиясу (станция)
Станция Камиясу (яп. 上安駅 Камиясу эки) — железнодорожная станция на линии Астрам-лайн расположенная в районе Асаминами, Хиросима. Островная, эстакадная крытая станция. Станция была открыта 20 августа 1994 года. На станции установлены платформенные раздвижные двери.

## История
- 14 марта 1991 года во время строительства линии Астрам-лайн возле строящейся станции упала несущая балка, в результате чего погибли 15 человек и пострадали 8 человек.
- Станция открыта 20 августа 1994 года.

## Близлежащие станции
| «         |  | Линия             |  | »        |
| --------- |  | ----------------- |  | -------- |
| Ясухигаси |  | Линия Астрам-лайн |  | Такатори |